# Замок Беллілі
Замок Беллілі (англ. Ballylee Castle, ірл. Túr Bhaile Uí Laí) — замок Тур Байле Ві Лай, Башта Міста Онуків Лая — один із замків Ірландії, розташований біля селища Горт, в графстві Ґолвей. Замок норманського типу, являє собою квадратну вежу. Первісна будівля замку була збудована в ХІІІ столітті, потім замок неодноразово перебудовувався. Нині це музей. Це середньовічна ірландська кам'яна фортеця XIII століття. У графстві Галуей знаходиться безліч подібних квадратних веж, ця будівля — одна з них. Замок розташовується в дуже красивому природному оточенні — біля річки, що багата рибою. Замок Беллілі довгий час був домом відомого ірландського поета Вільяма Батлера Єйтса, що пізніше отримав Нобелівську премію з літератури.

## Історія замку Беллілі
Перший замок Беллілі побудував граф Де Бурго в ХІІІ столітті після англо-норманського завоювання Ірландії. Нинішня споруда замку Беллілі була побудована на місці більш давнього норманського замку в XV або в XVI століттях. Замок був частиною величезних маєтків графів Кланрікард, що походять від феодалів Де Бурго (Берк).
Біля замку є міст, що побудований в 1825 році. У 1837 році в замку Беллілі жила родина Карріг. У 1857 році Гріффіт робив опис замків Ірландії. У цьому описі зазначається, що в замку Беллілі живе Патрік Керрік, що орендує замок та землю в землевласника Вільяма Генрі Грегорі. На той час замок був оцінений в 5 фунтів стерлінгів.
У 1900 році замок Беллілі все ще був у власності аристократичної родини Грегорі. Замок був частиною маєтку Кул. Замок належав леді Грегорі, що була другом поета Вільяма Батлера Єйтса. Замок та маєток Кул став місцем зустрічі ірландських поетів та діячів ірландської культури. Біля цієї вежі в «Парку Кулі» почалося так зване ірландське літературне відродження — «кельтський ренесанс».
Замок Беллілі став відомий як «Башта Єйтса» з 1916 року. У цьому році Вільям Батлер Єйтс придбав цей замок за символічну суму 35 фунтів стерлінгів. Єйтс був зачарований цим старовинним замком і мріяв оселитися в ірландській глушині. № 1921 по 1929 рік Вільям Батлер Єйтс жив у цьому замку. Єйтс за допомогою архітектора В. Скотта відреставрував замок і поставив нові вікна. Оригінальні давні вікна збереглися у верхній частині замку. На нижніх поверхах замість бійниць були пробиті великі вікна. З поваги до ірландської мови Єйтс називав цю споруду не замком, а «Тур» — баштою. 12 років Єйтс жив у цьому замку, особливо в літні місяці.
Після смерті Єйтса замок довгий час перебував у руїнах та в запустінні, але потім був відреставрований у 1965 році та перетворений на музей Єйтса — «Башту Єйтса». У замку є колекція перших видань Єйтса, а також предмети побуту та меблі поета.
Прилеглий котедж використовувався як чайна кімната і магазин. Вежа була оснащена звуковою системою, тому туристи можуть прослухати записи після натискання відповідної кнопки. Крім цього, частина підлоги була адаптована до відтворення аудіовізуальної презентації, присвяченій життю Вільяма Батлера Єйтса. Інша частина замку рідко відвідується туристами.
Поет Вільям Єйтс був так зачарований замком шістнадцятого століття, що купив його, а потім і відновив будівлю. Єйтс жив у замку понад 12 років і написав тут багато видатних творів. Поет називав замок місцем, що наповнене «історією та романтикою». Цей замок надихав його написати цикли віршів «Звивисті сходи», «Поеми башти», «Парк Кулі» та інші. Єйтс одного разу сказав: «Піти звідси — це все одно що залишити красу». У листі до Олівії Шекспір Єйтс написав: «Ми живемо в нашій Вежі, і я зараз пишу вірші, мені тут завжди прекрасно пишеться, не має значення, як я почну, натхнення приходить раніше, ніж я сформується задум вірша».
У 1929 році родина Єйтс виїхала з замку. Замок лишився пусткою і поступово перетворювався на руїну.
У 1951 році біля замку Беллілі відбувалися знімання фільму Джона Форда «Тиха людина». Тут знімалися кадри на яких Джон Вейн та Моурін О'Хара перетинають річку.

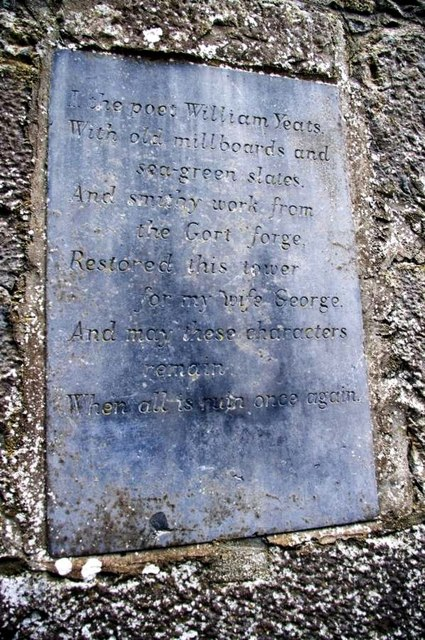
Меморіальна дошка на честь Вільяма Батлера Єйтса.

Мері Ганлі (1914—1979) була засновником «Товариства Кілтартан». Вона народилась в Каррон, графство Клер. Ганлі заснувала це товариство в 1961 році. Вона зацікавилась історією околиць замку Беллілі, такими постатями як леді Грегорі, Едвард Мартін, Вільям Батлер Єйтс. Товариство зайнялось реставрацією замку Беллілі. У той час Управління громадських робіт було власником замку. Ганлі переконала поета Патріка Колума відкрити відреставрований замок у неділю 20 червня 1965 року — під час святкування століття з дня народження Єйтса.
Замок Беллілі стоїть біля річки Стрімстаун, тому був кілька разів ушкоджений повенями. Остання велика повінь ушкодила замок в 1995 році, а потім ще у 2009 та у 2010 році. Уряд Ірландії заявив, що не має коштів на ремонт замку та музею. У 2012 році замок почали ремонтувати приватні особи. Серед них є сенатор від графства Ґолвей — Лотарін Хіггінс.
До лютого 2013 року башта Єйтса ще не була відремонтована. У 2015 році до 150 річниці з дня народження Єйтса замок був частково відремонтований. Але в грудні 2015 року ураган знову сильно пошкодив замок.

## Особливості архітектури
Башта висотою чотири поверхи, складається з однієї кімнати на кожному поверсі, яка з'єднана гвинтовими кам'яними сходами, вбудованими на 7 футів у масивну зовнішню стіну. На кожному поверсі є вікно, з якого відкривається вид на річку Стрімстаун, що тече біля вежі. Поруч є невеликий котедж.
Йейтс назвав камеру першого поверху «найприємнішою кімнатою, з усіх, які я бачив, з великим широким вікном, що відкривається над річкою, та круглими дужками, що ведуть до котеджу». Він також захоплювався сходами й заявляв: «Цими гвинтовими сходами підіймалися колись Голдсміт, Дін, Берклі, Берк».
На стіні замку є меморіальна дошка з написом: «Я, поет Вільям Єйтс, старі млини та давні зелені морські сланці, вироби ковалів селища Горт, відновлено цю вежу для моєї дружини, нехай ці символи залишаться, коли все знову буде зруйновано…»